# Borzęcin (Krzczonów Trzeci)
Borzęcin (daw. Borzęcinek) – dawna wieś, obecnie nieoficjalny przysiółek wsi Krzczonów Trzeci w woj. lubelskim, w pow. lubelskim, w gm. Krzczonów.
W latach 1975–1998 przysiółek należał do ówczesnego województwa lubelskiego.

## Historia
W 1827 roku we wsi znajdował się folwark. Była położona w gminie i parafii Krzczonów, w powiecie lubelskim. Znajdowało się w niej 17 domów i miała 116 mieszkańców.